# 玛米·艾森豪威尔
玛米·热纳瓦·杜德·艾森豪威尔（英語：Doud Eisenhower，1896年11月14日—1979年11月1日）是美国第34任总统德怀特·艾森豪威尔的妻子，在1953年至1961年丈夫任职总统期间为美国第一夫人。
1916年，19岁的玛米与艾森豪威尔结为夫妻。艾森豪威尔的整个军旅生涯中在全美国各个军营间四处奔波，还多次被派驻至海外，玛米也和他一同辗转，在两人婚后30年才买下首座房产。艾森豪威尔在第二次世界大战中名声远扬，玛米则一直在华盛顿深居简出。之后艾森豪威尔在1953年就职美国总统，玛米也因此入住白宫成为第一夫人。在白宫期间，玛米曾与多国政治人物会面，她自信的风格和周密的招待也给各国政要留下深刻印象。玛米性格开朗，喜爱服饰珠宝，在民众中广受欢迎。她喜爱社交，但依然看重隐私，在很多事务中不愿公开表达立场，同时也在个别议题中做出了关键贡献。艾森豪威尔于1961年卸任后，玛米和他回到宾夕法尼亚州葛底斯堡的农场居住，直至1979年逝世。

## 早年生活

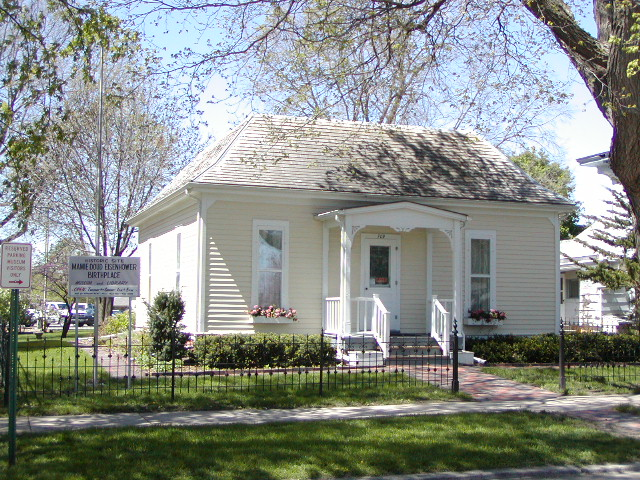
玛米·艾森豪威尔出生的房子，位于艾奥瓦州布恩卡罗街（Carroll Street）709号（原718号）

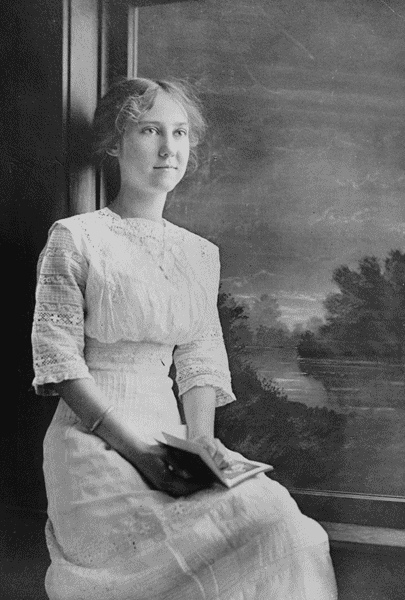
17岁的玛米

玛米·热纳瓦·杜德于1896年11月14日在美国艾奥瓦州布恩出生。父亲是约翰·谢尔顿·杜德（John Sheldon Doud，1870年11月18日－1951年6月23日），从事肉类加工行业；母亲原名埃莉弗拉·玛蒂尔德·卡尔森（Elivera Mathilde Carlson，1878年5月13日－1960年9月28日），是瑞典移民的后代。玛米的名字中的“热纳瓦”来自一首流行歌曲《可爱的热纳瓦湖》（Lovely Lake Geneva）。她是家中的次女，家中还有一个姐姐埃莉诺·卡尔森·杜德（Eleanor Carlson Doud，1895年6月27日－1912年1月8日）和两个妹妹艾达·梅·杜德（Eda Mae Doud，1900年12月23日－1918年11月9日）、玛贝尔·弗朗西丝·“麦克”·杜德（Mabel Frances "Mike" Doud，1902年10月6日－1988年10月15日）。
玛米9个月大的时候随全家搬到了艾奥瓦州錫達拉皮茲居住，7岁时又搬到了科罗拉多州，定居在科罗拉多斯普林斯。1905年，杜德家搬到丹佛定居，之后的冬天则会较温暖的在德克萨斯州圣安东尼奥度过。玛米父亲的肉类生意极为成功，因此她的童年生活也十分优渥，自幼便四处旅行，接触各种服饰和珠宝。
玛米曾在丹佛和圣安东尼奥两地的学校学习，1914年到1915年间还曾在沃尔科特私立女子精修学校（Miss Wolcott’s School for Girls）读书。她对学习没什么兴趣，在校期间学业也不突出，但她跟父亲学会了理财，很早就能轻松处理财务问题。尽管家庭条件优越，玛米依然懂得如何省钱。她还学会了弹钢琴和电风琴，喜欢跳舞、桥牌和卡纳斯塔纸牌戏。

## 婚姻

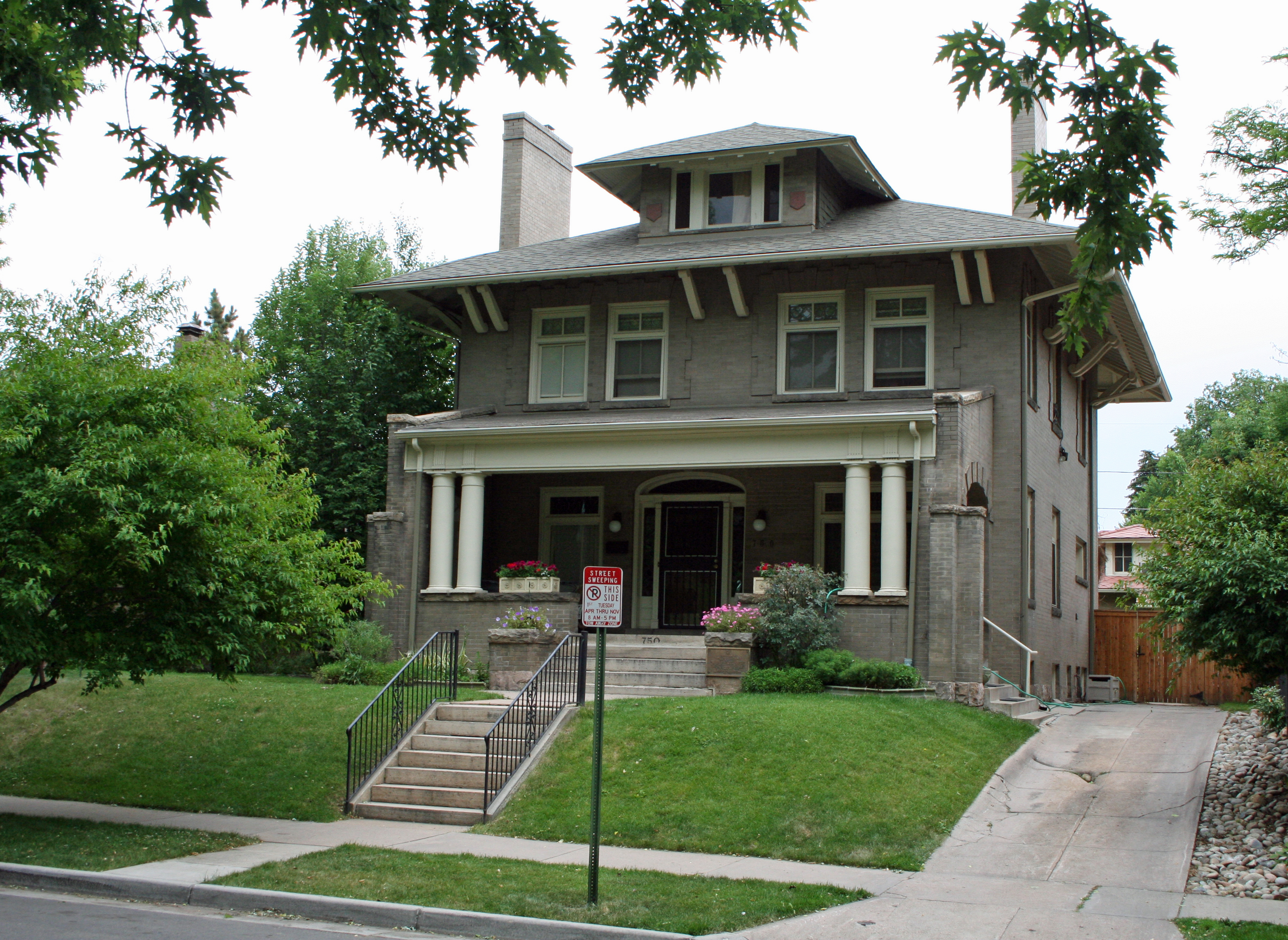
杜德家的房子，位于丹佛拉法叶街（Lafayette Street）750号。玛米和艾森豪威尔就在这里结为夫妇

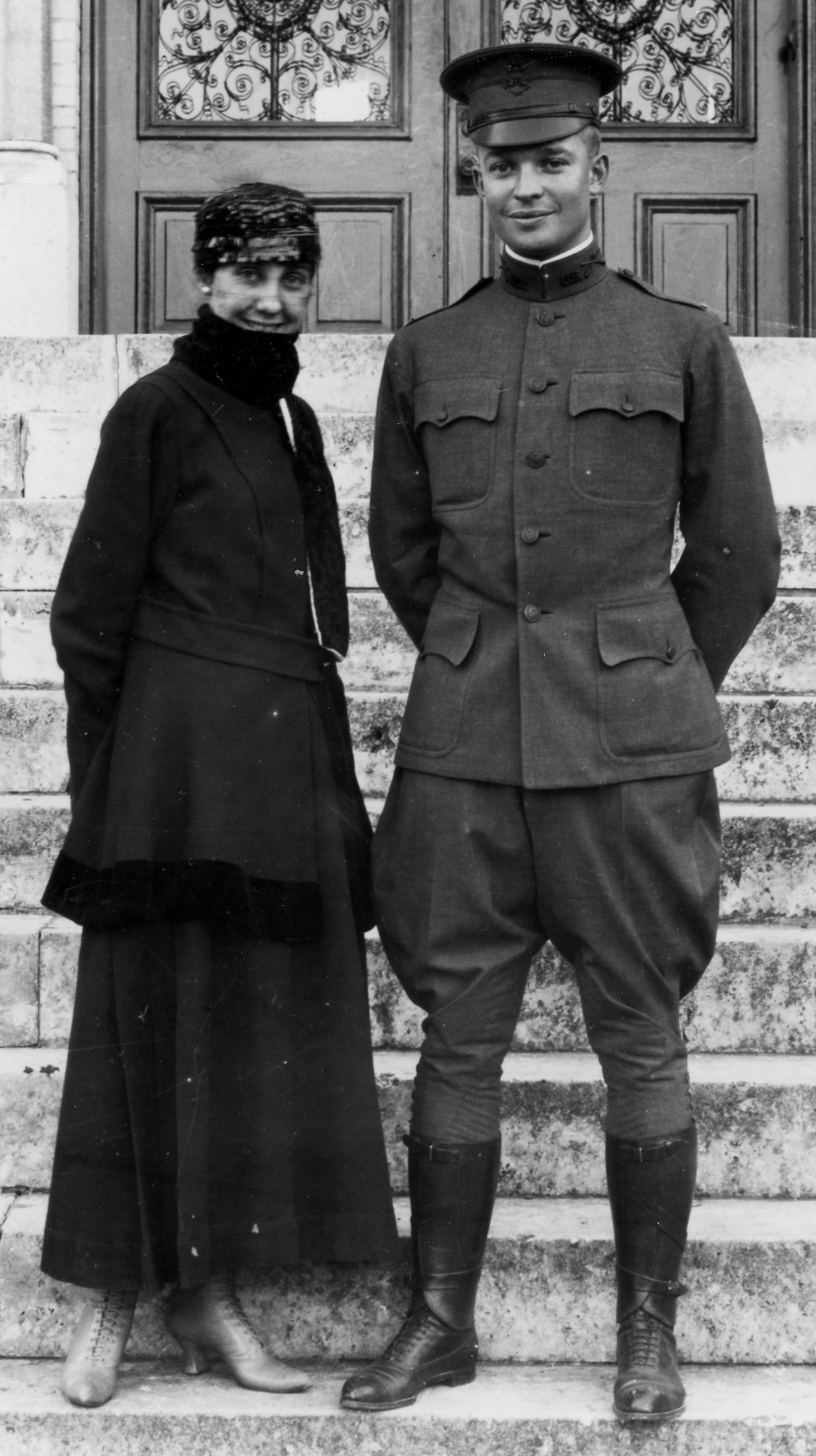
1916年，艾森豪威尔夫妇在德克萨斯州圣安东尼奥的合影

1915年10月，玛米在德克萨斯州山姆·休斯顿堡拜访朋友时，遇到了当时还是少尉的德怀特·艾森豪威尔。1916年2月14日情人节当天，艾森豪威尔送给她一枚戒指，二人正式订婚。这枚戒指是艾森豪威尔亲自设计，仿照他的西点军校毕业纪念戒指打造，以紫水晶镶嵌在金戒指当中。同年7月1日，两人在玛米父母位于丹佛的家中结为夫妻。这一天也是艾森豪威尔第一次被提拔的日子。夫妇二人婚后在科罗拉多州和堪萨斯州阿比林的艾森豪威尔家度过了10天的蜜月，之后就住在山姆·休斯顿堡的营房里。
玛米在1917年9月24日产下一子杜德·德怀特·艾森豪威尔，但他在1921年1月2日便因猩红热病逝，死时仅3岁。次年8月3日，玛米又在丹佛产下次子约翰·谢尔顿·杜德·艾森豪威尔。他在日后成为美国军事史学家、作家和外交家，曾任美国驻比利时大使。
婚后，艾森豪威尔曾被多次提拔调动，玛米也和其他的军人妻子一样跟随丈夫四处奔波。玛米曾经估计自己在丈夫37年的军旅生涯中至少搬家过27次。两人曾在宾夕法尼亚州葛底斯堡居住，还曾到过马里兰州、科罗拉多州、堪萨斯州、佐治亚州和华盛顿特区的多个军事营地。艾森豪威尔被派驻海外的巴拿马运河区、法国和菲律宾自治领期间，玛米也都跟随他前往。
1941年珍珠港事件爆发后，夫妇二人回到美国。在整个第二次世界大战期间，艾森豪威尔在海外征战，声名大噪；玛米则几乎一直住在华盛顿特区，夫妇二人近三年未见一面，仅凭书信交流。她还担忧丈夫的安危，一度因此抑郁和焦虑。在华盛顿居住期间，玛米深居简出，甚少公开露面。这期间她一直和其他军人妻子一起，在华盛顿的军人餐厅和红十字会做志愿工作。战后的1948年，艾森豪威尔退伍出任哥伦比亚大学校长，这对夫妇搬到纽约居住，还在1949年买下了宾夕法尼亚州葛底斯堡的一处农场。这处农场是夫妇二人拥有的首个房产。1950年，艾森豪威尔再次入伍，赴法国巴黎出任北约欧洲盟军最高司令，玛米也陪同前往，直至1952年才回到美国。两人在葛底斯堡的房子因此一直搁置到1955年才正式完工。

## 第一夫人

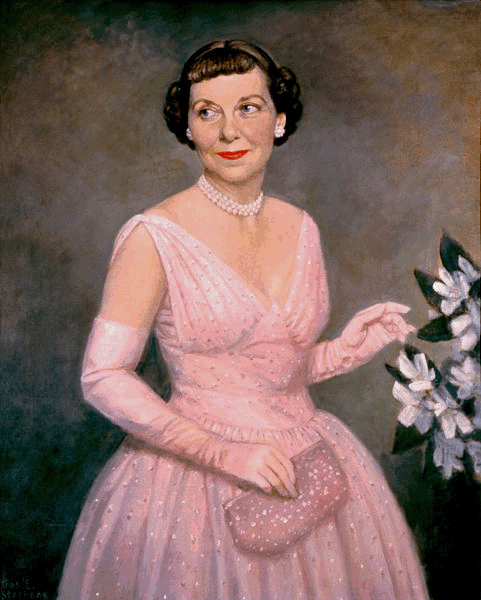
玛米身着就职礼服的画像

1952年，艾森豪威尔夫妇回到美国，玛米陪同丈夫在全美举行竞选活动。在竞选活动中，玛米受到民众的热烈欢迎。艾森豪威尔最终成功当选第34任总统，于1953年就职。两人在就职典礼上公开接吻，成为第一对完成此举的总统夫妇。当时的美国仍然实行种族隔离制度，但她力主邀请非裔歌手瑪麗安·安德森到就职典礼现场演唱，还安排自己的非裔女佣参加了典礼的全部活动。
在就职典礼中，玛米身着一件由内蒂·罗森斯坦设计的粉红色晚礼服。她本人尤其喜爱一种粉红色，这种色彩常被称作“第一夫人”或“玛米粉”，一度引起美国民众的流行热潮。她热爱服饰珠宝，在任期间每年都被纽约服装学院（New York Dress Institute）评为全美十二位最会穿衣的女性之一。她的经典造型是身穿及地长裙，佩戴手镯和珍珠首饰，头戴小帽，留着短发和刘海。

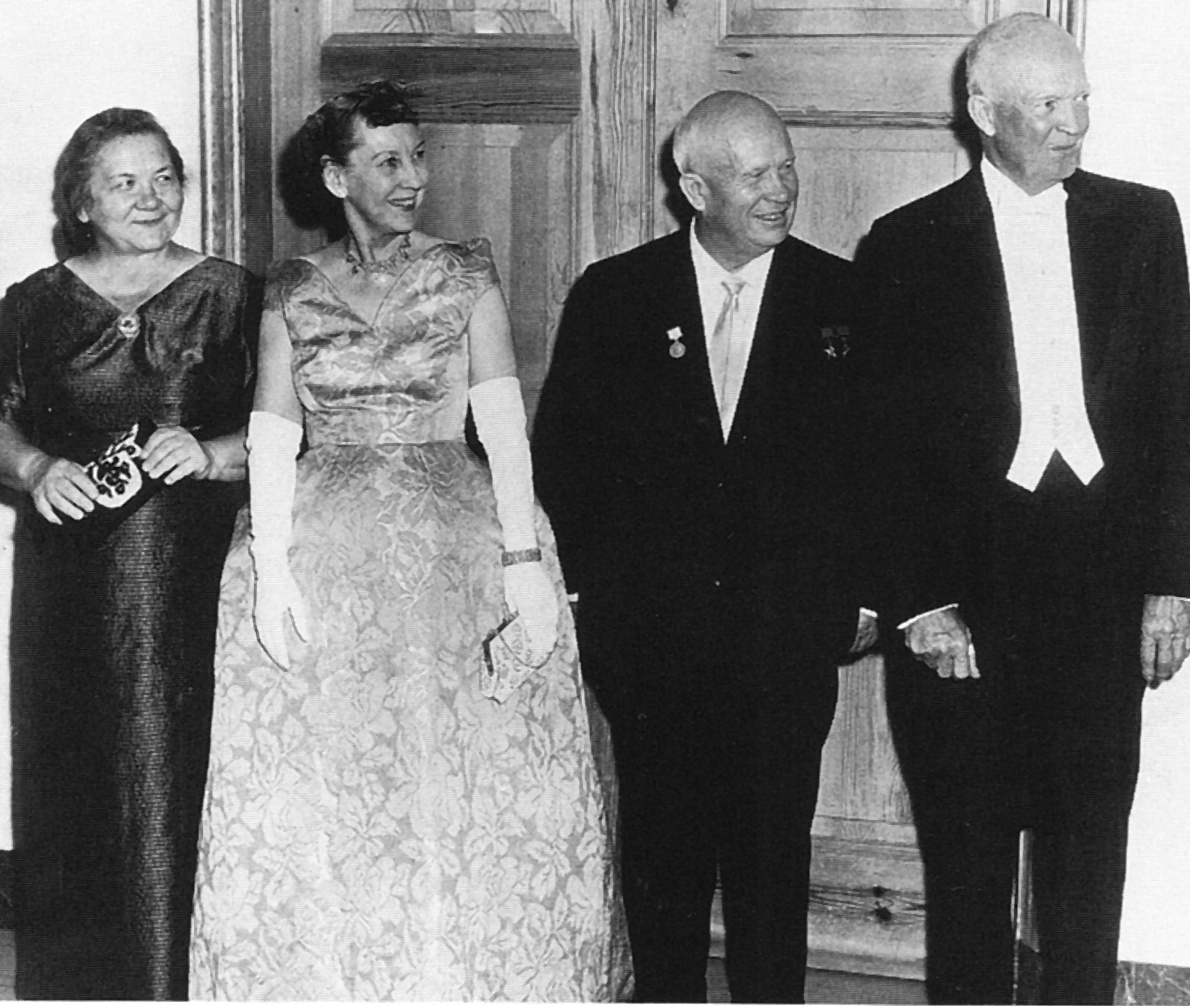
尼娜·赫鲁晓娃、玛米·艾森豪威尔、尼基塔·赫鲁晓夫、德怀特·艾森豪威尔在国宴上，1959年

在白宫期间，玛米和艾森豪威尔一同接见过多国政要，其开朗的性格给他们留下了深刻的印象。她将白宫管理得井井有条，对白宫员工也亲切对待，甚至会给员工举办生日晚会、帮他们收集商品优惠券。她还会烹饪一种“百万美元软糖”（Million Dollar Fudge），成为在全美广受民众欢迎的一种甜点。玛米热情好客，但仍然谨慎保护自己的隐私，不愿在大多数公众事务中表明立场，仅有极个别时候会表达自己的意见。她反对种族隔离制度，曾邀请非裔儿童参加白宫复活节滚彩蛋活动，成为美国历史上的首次，也因此被全美黑色人种妇女协会选为荣誉会员。她不喜欢约瑟夫·麦卡锡的粗鲁为人，尤其厌恶他在美国国内搜寻共产主义者时所采用的手段，因此坚决拒绝邀请他到白宫参加活动。在艾森豪威尔罹患心脏病后，玛米积极帮助美國心臟協會筹款，之后该协会的收入上涨了70%。她还帮助丧偶后寡居生活困难的军人妻子，为她们提供住房保障和医疗服务。玛米在民众中极受欢迎，自1952年起连续多年登上盖洛普民调的“全美最受敬仰的十位女性”名单。
艾森豪威尔在任期间曾在1955年突发心脏病，1956年接受腹部手术，1957年又轻微中风。玛米之后将丈夫的健康放在首位，一直细心照顾丈夫。而她本人也有心脏疾病，还患有美尼尔氏综合症，难以保持身体平衡，行走不稳。一度有传言误以为她有酗酒的习惯。

## 晚年生活

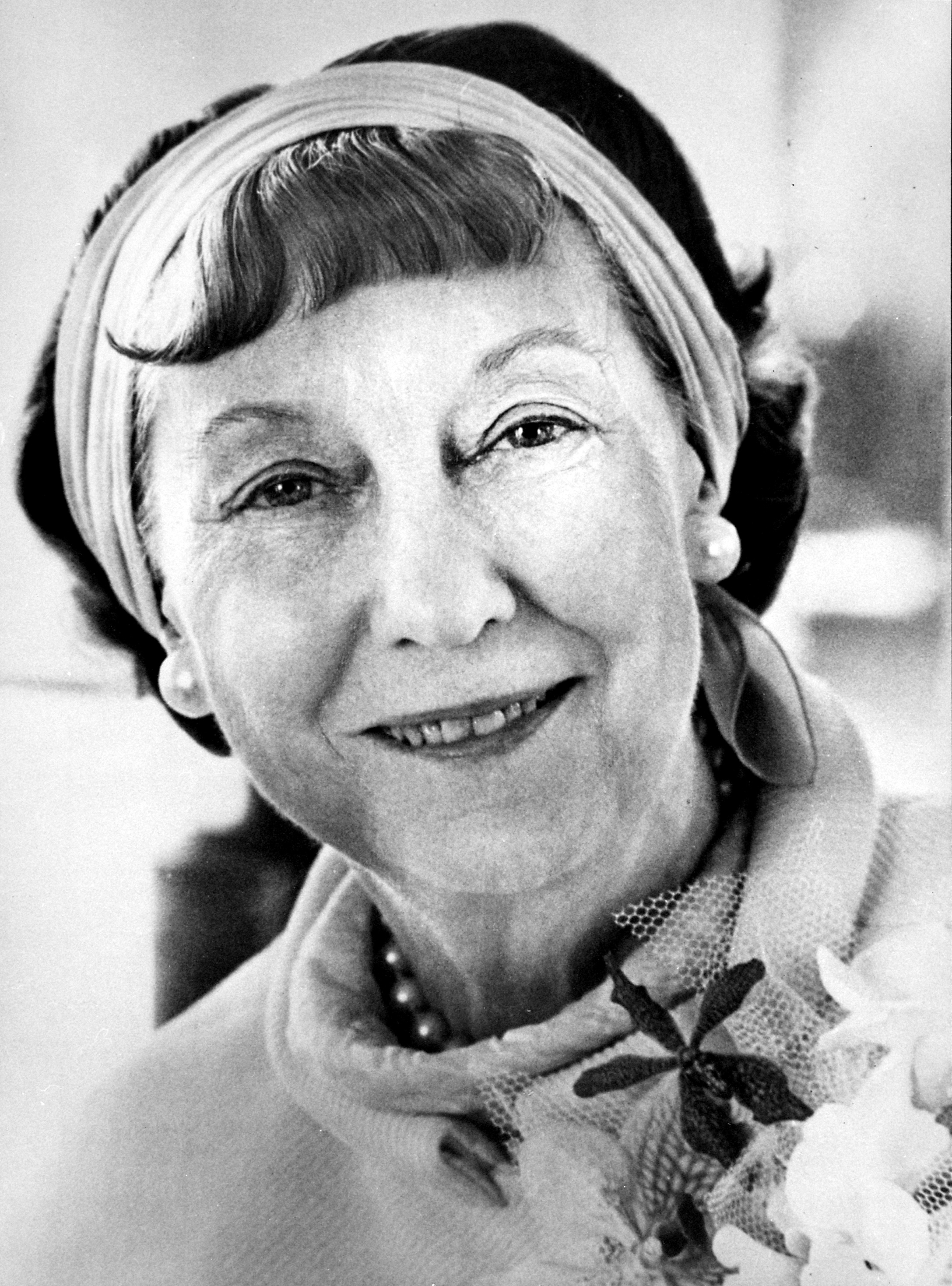
1971年时的玛米

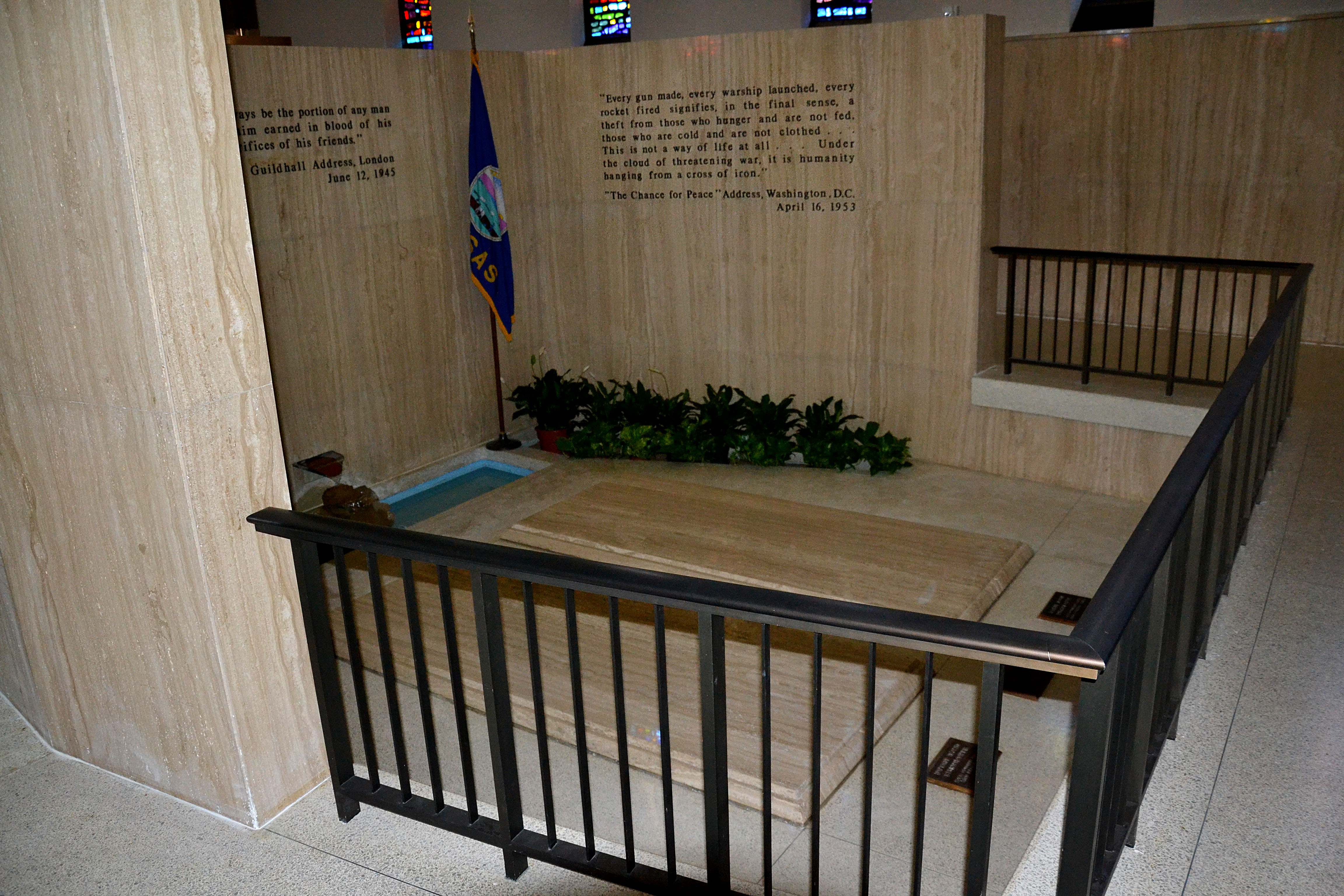
艾森豪威尔夫妇和长子杜德的坟墓，位于堪萨斯州阿比林的德怀特·艾森豪威尔总统图书馆

1961年，艾森豪威尔卸任，两人回到宾夕法尼亚州葛底斯堡居住。夫妇二人退休后在加利福尼亚州棕榈沙漠亦有一处房产。1968年，艾森豪威尔的健康状况急剧恶化，入住沃尔特·里德陆军医疗中心，玛米也陪同他一起前往。艾森豪威尔最终于1969年3月28日逝世，之后玛米一直住在葛底斯堡的农场，在冬天会前往加利福尼亚州和佐治亚州度假。她曾四处旅行，在孙子大卫与理查德·尼克松的女儿朱莉结婚后，还经常前往白宫看望。1972年，玛米曾在理查德·尼克松的选举广告中现身。1970年代末，玛米健康状况开始恶化，她于是搬到华盛顿特区的一处公寓居住。
1979年9月25日，玛米突发中风，被紧急送往沃尔特·里德陆军医疗中心。11月1日清晨，她在睡梦中逝世。玛米之后被埋葬在堪萨斯州阿比林的德怀特·艾森豪威尔总统图书馆，与丈夫德怀特和长子杜德埋葬在一起。第一夫人罗莎琳·卡特和帕特·尼克松出席了她的葬礼。

## 延伸阅读
- Eisenhower, Susan. Mrs. Ike: Memories and Reflections on the Life of Mamie Eisenhower. New York: Farrar, Straus and Giroux, 1996.  ISBN 0374215146 OCLC 35025750
- Holt, Marilyn Irvin. Mamie Doud Eisenhower: The General's First Lady.  Lawrence: University Press of Kansas, 2007. ISBN 9780700615391 OCLC 128236450
- Kimball, D. L. I Remember Mamie. Fayette, IA: Trends & Events, 1981. ISBN 0942698002 OCLC 8228995